# آنی بیکر

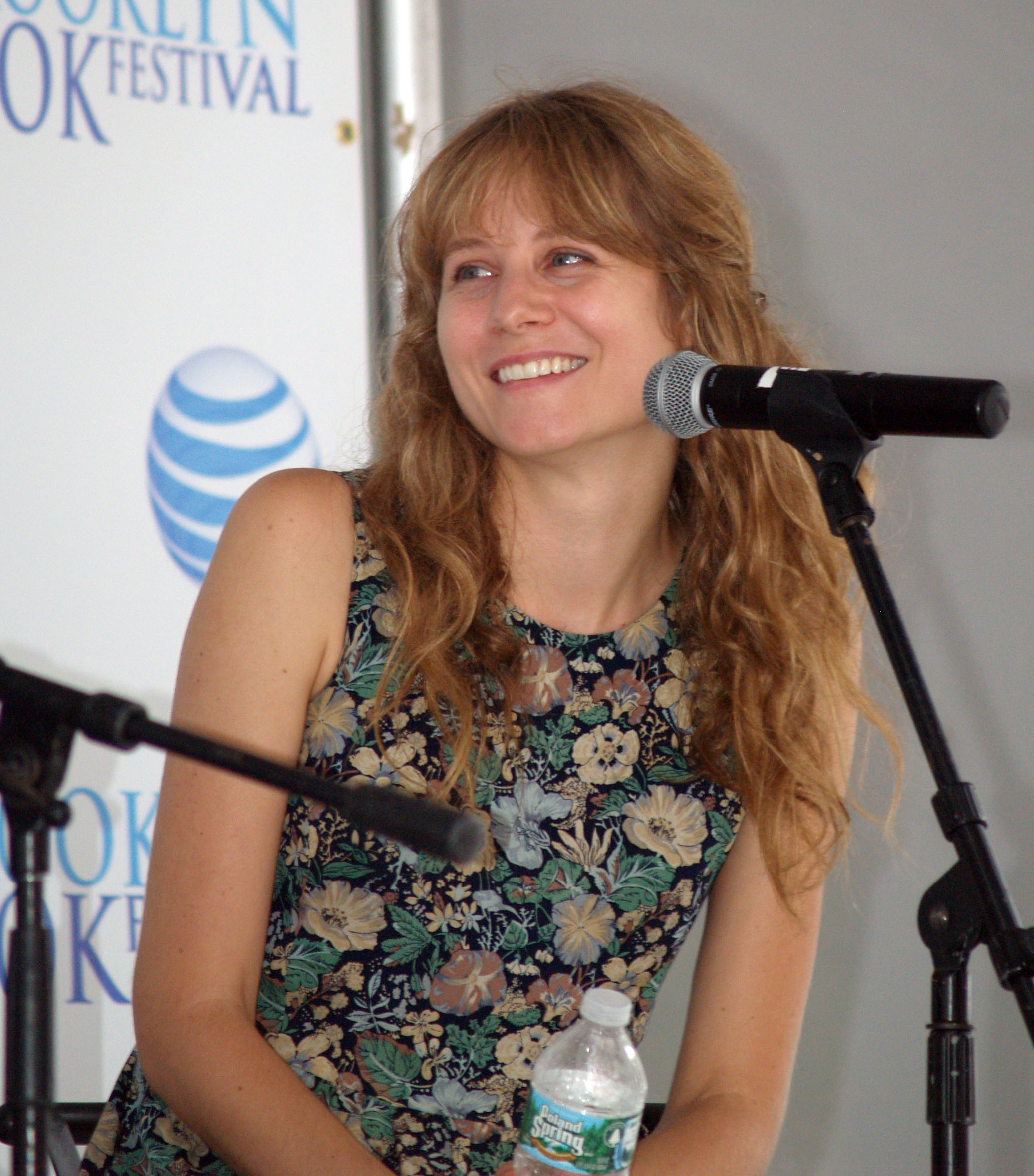
بیکر در سال 2014

آنی بیکر (به انگلیسی: Annie Baker) نمایش‌نامه‌نویس آمریکایی که برای نمایشنامه تلنگر جایزه پولیتزر نمایشنامه‌نویسی سال ۲۰۱۴ را از آن خود کرد.

## کتابشناسی
- Body Awareness, world premiere at Atlantic Theater Company, ژوئن ۲۰۰۸
- Circle Mirror Transformation, world premiere at Playwrights Horizons, اکتبر ۲۰۰۹
- The Aliens, world premiere at Rattlestick Playwrights Theater, (Off-Broadway) آوریل ۲۰۱۰
- Nocturama (reading, ۱۰ مه ۲۰۱۰ در باشگاه نمایش منهتن
- دایی وانیا (اقتباسی), ژوئن ۲۰۱۲ در Soho Repertory Theatre
- The Flick تلنگر، world premiere at Playwrights Horizons مارس ۲۰۱۳